# たられば (Twitterユーザー)
たらればは、古典文学から政治問題まで幅広くツイートを行っているツイッターユーザーである。犬のアイコンがトレードマークとなっている。本業は編集者で、出版社で働いている。

## 経歴
2007年以前から既に趣味関連のネット掲示板やブログへの投稿を行っていた。東日本大震災後の情報収集手段として2011年5月にTwitterでの活動を始めた。
次第に本業が編集者であることからの影響から世の中に点在する情報価値の多い情報をツイートすることを増やしていった。2017年からはツイッター上で「質問箱」を始めている。2019年にはライターの「りょかち」との対談を行っている。クニエ漫画グランプリ2021では審査員を務めた。フォロワーには漫画家の西原理恵子や、コピーライターの糸井重里などがいる。

## 人物
学生時代に憂鬱だと考えた際には菊地秀行の『吸血鬼ハンターD』や、高千穂遙の『ダーティペア』などを始めとしたソノラマ文庫やハヤカワ文庫の書籍を読んでいた。
ゲーム『Fate/Grand Order』の熱烈なファンであるため、FGO関連のツイートも数多く行っている。古典文学でのオススメの小説としては角川ソフィア文庫/河出書房新社から出版されている随筆『枕草子』を選んでいる。オススメの漫画としては篠原健太の『彼方のアストラ』や末次由紀の『ちはやふる』などを挙げている。
また、文章上達のために「抜き書き」を推進しており、Twitter上でも抜き書きした情報に関しては出典を明記する形で紹介している。